# Jüdischer Friedhof (Märkisch Buchholz)

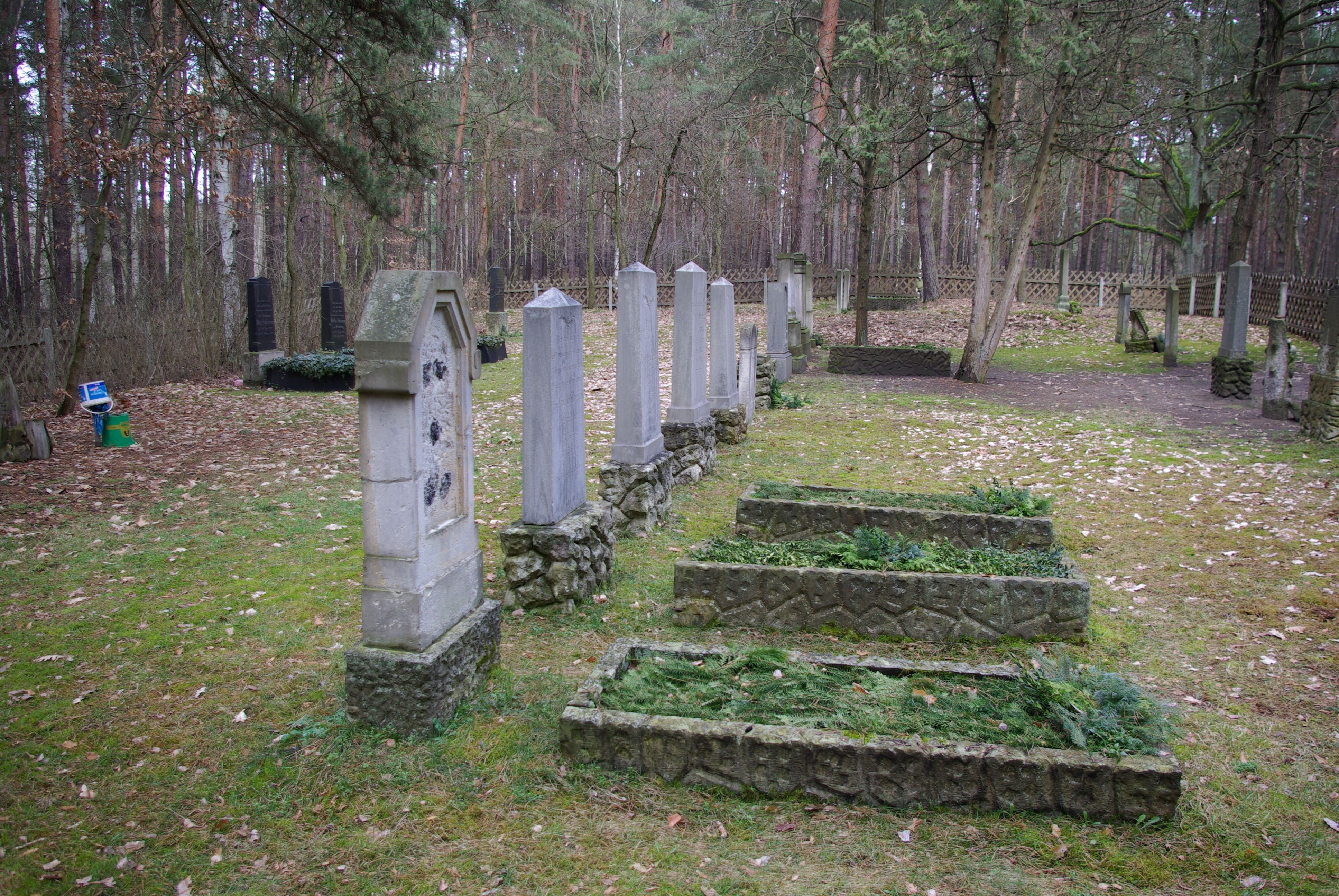
Jüdischer Friedhof in Märkisch Buchholz

Der Jüdische Friedhof in Märkisch Buchholz, einer Stadt im Landkreis Dahme-Spreewald im Land Brandenburg (Deutschland), wurde vermutlich in der ersten Hälfte des 19. Jahrhunderts angelegt. Der jüdische Friedhof, nordöstlich von Märkisch Buchholz am Weg nach Herrlichenrath im Wald liegend, ist ein geschütztes Baudenkmal.

## Geschichte
Der älteste erhaltene Grabstein auf dem Friedhof stammt aus dem Jahr 1846, der jüngste ist von 1917. Auch Juden aus den umliegenden Orten Krausnick, Neu Lübbenau, Rietz-Neuendorf und Pretschen wurden hier beigesetzt. 
Der Friedhof wurde in der Zeit des Nationalsozialismus oder danach teilweise zerstört. Auf dem heute 7,20 Ar großen Friedhof sind noch 26 Grabsteine erhalten.